# Ben Jipcho
Benjamin Wabura (Ben) Jipcho (Mount Elgon, 1 maart 1943 – Eldoret, 24 juli 2020) was een Keniaans atleet. Hij werd meervoudig Oost- en Centraal-Afrikaans kampioen in diverse atletiekdisciplines. Ook won hij twee gouden medailles bij de Gemenebestspelen, terwijl zijn twee deelnames aan de Olympische Spelen hem in totaal één zilveren medaille opleverde. Hij was een tweetal jaren wereldrecordhouder op de 3000 m steeple. Met zijn in 1973 gelopen wereldrecord van 8.19,8 was hij tevens de eerste die op dit onderdeel de grens van 8 minuten en 20 seconden wist te doorbreken.

## Loopbaan

### Olympisch debuut in 1968
Jipcho groeide op als wees; mede hierdoor kan zijn geboorteplaats en -datum niet met zekerheid worden vastgesteld.
In 1968 maakte hij op 25-jarige leeftijd zijn olympisch debuut op de Spelen van Mexico-Stad, waar hij uitkwam op de 1500 m. Via 3.46,4 (series) en  3.54,6 (halve finale) had hij de finale bereikt. Daar speelde hij gangmaker voor zijn landgenoot Kipchoge Keino. Via een snelle race wilde die zich Jim Ryun, de regerend wereldrecordhouder met 3.33,1, die gevreesd werd om zijn eindsprint, van het lijf houden. Jipcho kweet zich met overgave van zijn taak. In een zelden vertoonde openingsfase van een 1500 m werd de eerste 300 meter in 41 seconden afgelegd, gevolgd door een 400 meter in 56 seconden en een 800 meter in 1.53,3. De Amerikaan werd hiermee op een achterstand van 4 seconden gezet, waarvan hij er in het tweede deel van de race slechts 1 wist goed te maken. Keino werd zodoende olympisch kampioen met een olympisch record van 3.34,9, de op één na snelste tijd ooit gelopen, terwijl Jipcho zijn opofferingsgezindheid moest bekopen met een tiende plaats in 3.51,2.

### Olympisch zilver in 1972
Vier jaar later op de Olympische Spelen van München nam hij deel aan de 5000 m en de 3000 m steeple. Op de 5000 m werd hij met 13.56,8 uitgeschakeld in de kwalificatieronde, maar met 8.24,62 behaalde hij een zilveren medaille op de 3000 m steeple. Zijn landgenoot Keino maakte bij deze wedstrijd opnieuw de dienst uit en won, met een verbetering van het olympisch record tot 8.23,64, het goud.

### Goud op de Afrikaanse en de Gemenebestspelen
In 1973 won Jipcho bij de Afrikaanse Spelen een gouden medaille op de 5000 m en de 3000 m steeple. Een jaar later won hij eveneens goud in deze disciplines bij de Gemenebestspelen. Ook won hij bij dit toernooi een bronzen medaille op de 1500 m.

## Titels
- Gemenebestkampioen 5000 m - 1974
- Gemenebestkampioen 3000 m steeple - 1974
- Afrikaanse Spelen kampioen 5000 m - 1973
- Afrikaanse Spelen kampioen 3000 m steeple - 1973
- Oost- en Centraal-Afrikaans kampioen 1500 m - 1971
- Oost- en Centraal-Afrikaans kampioen 1 Eng. mijl - 1968
- Oost- en Centraal-Afrikaans kampioen 5000 m - 1972
- Oost- en Centraal-Afrikaans kampioen 3000 m steeple - 1969, 1970, 1971

## Persoonlijke records
| Onderdeel      | Prestatie | Datum           | Plaats       |
| -------------- | --------- | --------------- | ------------ |
| 800 m          | 1.47,1    | 10 mei 1975     | El Paso      |
| 1500 m         | 3.33,16   | 2 februari 1974 | Christchurch |
| 1 Eng. mijl    | 3.52,17   | 2 juli 1973     | Stockholm    |
| 3000 m         | 7.44,4    | 5 juli 1973     | Oslo         |
| 2 Eng. mijl    | 8.16,38   | 25 juli 1973    | Stockholm    |
| 5000 m         | 13.14,4   | 29 januari 1974 | Christchurch |
| 3000 m steeple | 8.13,91   | 27 juni 1973    | Helsinki     |

## Palmares

### 1500 m
- 1968: 10e OS - 3.51,2
- 1971:  Oost- en Centraal-Afrikaanse kamp. - 3.41,2
- 1974:  Gemenebestspelen - 3.33,16

### 1 Eng. mijl
- 1968:  Oost- en Centraal-Afrikaanse kamp. - 4.01,9

### 3000 m
- 1969:  Fulda - 7.58,2
- 1973:  Oslo - 7.44,4

### 5000 m
- 1971:  München - 13.40,8
- 1971:  Keniaanse kamp. in Nairobi - 14.00,0
- 1972:  Oost- en Centraal-Afrikaanse kamp. - 14.05,2
- 1972: 3e in serie OS - 13.56,8
- 1973:  Afrikaanse Spelen - 14.07,21
- 1973:  Oslo - 13.34,6
- 1974:  Gemenebestspelen - 13.14,3

### 3000 m steeple
- 1969:  Oost- en Centraal-Afrikaanse kamp. - 8.48,8
- 1970:  Gemenebestspelen - 8.29,6
- 1970:  Oost- en Centraal-Afrikaanse kamp. - 8.48,8
- 1971:  Oost- en Centraal-Afrikaanse kamp. - 8.49,6
- 1972:  OS - 8.24,62
- 1973:  Afrikaanse Spelen - 8.20,74
- 1974:  Gemenebestspelen - 8.20,67